# Ламбле, Адриан Адрианович
Адриан Адрианович Ламбле (имя при рождении Адриен Рене Альбер Ламбле, фр. Adrien René Albert Lambelet,  19 апреля 1884, Пезё, кантон Невшатель, Швейцария — 10 марта 1955, Невшатель, Швейцария) — русский поэт-переводчик швейцарского происхождения, автор наиболее полного из всех имеющихся переводов «Цветов зла» Шарля Бодлера.

## Биография
Происходил из семьи уроженцев деревни Ле-Верьер (Les Verrières) кантона Невшатель. Отец — землемер; дед, Луи-Констан Ламбле, — известный швейцарский общественный деятель, адвокат.
В Россию Ламбле, возможно, приехал вслед за сестрой отца, учительницей, поселившейся в Нижнем Новгороде в 1913. В 1915 окончил юридический факультет Петроградского университета. После октябрьского переворота покинул страну (видимо, через Владивосток). В 1921 в Иокогаме женился на Аполлонии Кременецкой (р. 1891), уроженке Минска. Позже жил в Париже, где в 1929 опубликовал полный перевод «Цветов зла», отмеченный Георгием Адамовичем.
В начале 1940-х жил в Китае. Валерий Перелешин оставил свидетельство о двух встречах с Ламбле — в Пекине в 1943 и Шанхае в 1944 — и посвятил ему стихотворение «При получении стихов Гумилёва» из сборника «Жертва» (Харбин, 1944).
После смерти жены (в июле 1942 в Шанхае) заболел душевной болезнью, был взят под опеку швейцарским консулом и вывезен на родину. Остаток лет провёл в психиатрической лечебнице.

## Казус о псевдониме
Из-за скудости биографических данных в 1986 году имя Ламбле стало предметом ожесточённых споров между сторонниками гипотезы о том, что под псевдонимом Ламбле скрывалась Марина Цветаева, и теми, кто утверждал, что Ламбле действительно существовал.
Возвращению имени и переводов Ламбле способствовал Евгений Витковский. Точные даты жизни поэта и подробности биографии были установлены только в 2009 Валерием Вотриным с помощью швейцарской Ассоциации семейства Ламбле.